# Louis Charpentier
Louis Charpentier (* 9. Dezember 1905 in Diors; † 20. Mai 1979 in Saint-Benoît-du-Sault) war ein französischer Journalist, Reisender, Schriftsteller und Verleger, der in seinen Büchern pseudowissenschaftliche und okkulte Thesen über unterschiedliche Themen verbreitete. Sein Schwerpunkt war die mystischen und geheimen Bedeutungen von Sakralbauten. Durch die fehlende Methodik und unzureichende Beweise erlangten seine Thesen keine Bedeutung in der akademischen Wissenschaft.

## Leben
Es gibt zur Biographie von Louis Charpentier keine verlässlichen Informationen. Auf diversen Websites, welche dem pseudowissenschaftlichen Milieu zugeordnet werden können, finden sich Behauptungen von Charpentiers Durchquerung von Ägypten und dem Libanon, welche er zu Fuß absolviert haben soll. Des Weiteren gibt es Behauptungen, dass er historische Gutachten für öffentliche Institutionen durchgeführt haben soll, was jedoch in Frage zu stellen ist, da es keine Nachweise dafür gibt.
Die Werke, die in der pseudowissenschaftlichen Community am meisten Anklang fanden, waren Bücher über Ur- und Frühgeschichtsforschung. Zu diesen zählen insbesondere seine beiden Werke Les Géants et le Mystère des origines von 1969 (Die Riesen und der Ursprung der Kultur) sowie Le Mystère Basque von 1975 (Das Geheimnis der Basken). Außerhalb der Pseudo- bzw. Parawissenschaft fanden seine Werke keine Rezeption.

## Theorien
Charpentier beschäftigte sich unter anderem mit der Geometrie sakraler Bauwerke und stellte hierzu eigene Theorien auf: So wären in Paris und der weiteren Umgebung innerhalb von etwa 100 Jahren elf oder zwölf Kathedralen im gotischen Stil erbaut worden, die allesamt den Namen „Notre Dame de …“ trügen. Verbände man auf einer französischen Landkarte die Standorte der verschiedenen Marien-Kathedralen mit Linien, entsprächen deren Positionen ungefähr denen der Hauptsterne im Sternbild der Jungfrau. In seinem Buch Les Géants et le Mystère des origines postuliert Charpentier, dass in der französischen Urbanistik ein unermessliches Gänsespiel existiere, welches sich spiralförmig entwickele und innerhalb dessen die „Felder“ mit megalithischen Monumenten gekennzeichnet würden, wobei die Orte noch den Namen des Gottes Lugh und seines Paredros Lusine trügen – der Melusine unserer Legenden.

„Sollte Atlantis bestanden haben, lag es im Atlantik, oder es war nicht Atlantis.“

In seinem Werk Le Mystère Basque befasste sich Charpentier mit den cro-magnoiden Ursprüngen der Basken und Atlantis als Ursprungsort für deren Kultur. Außerdem gehörte er zum Kreis derjenigen Atlantis-Autoren, die, wie beispielsweise Otto Muck (1954), Uwe Topper (1977) und Manfred Hocke (1978) bei ihrer Betrachtung der hellenischen und orientalischen Mythologie zur Auffassung gelangt sind, bei den Giganten und Titanen der alten Überlieferungen handle es sich nicht um „Fabelwesen“, sondern um mythisierte Erinnerungen an prähistorische Populationen riesenhafter, später vergöttlichter Menschenwesen. Ausgehend von seinen Studien zu Basken und Cromagnards stellte er ein prähistorisches Szenario dar, in welchem er das platonische Atlantis als mögliches Kulturzentrum im Atlantik der späten Eiszeit ins Spiel bringt.
Seine parawissenschaftlichen Werke wurden beispielsweise in den 1970er Jahren in Spanien angeboten.

## Werke (Auswahl)
- Die Riesen und der Ursprung der Kultur. Günther-Verlag, Stuttgart 1972, ISBN 3-7746-0091-0
- Die Geheimnisse der Kathedrale von Chartres. Gaia-Verlag, Köln 1972, ISBN 3-87732-003-1
- Das Geheimnis der Basken. Walter-Verlag, Olten 1977, ISBN 3-530-13300-0
- Macht und Geheimnis der Templer: Bundeslade, abendländische Zivilisation, Kathedralen. Walter-Verlag, Olten 1978, ISBN 3-530-13302-7
- Santiago de Compostela: Das Geheimnis der Pilgerstrassen. Walter-Verlag, Olten 1979, ISBN 3-530-13303-5
- Der Pilgerweg nach Compostela: Spaniens berühmteste Wallfahrtsstraße. Goldmann, München 1979, ISBN 978-3-442-12299-8